# 趙同
赵同（？—前583年），嬴姓，赵氏，名同，因被封在原，以邑为氏，别为原氏，又被称为原同、原叔，是赵衰与赵姬的儿子，赵盾的弟弟，赵括、赵婴齐的哥哥。晋景公时，赵同为下军佐。

## 庶嫡转换
赵同是赵衰与赵姬所生的长子。赵盾被接回晋国后，赵姬认为赵盾有才，请求让赵盾作为嫡子，而自己所生的三个儿子都居于赵盾之下。

## 问兄
前611年，宋国人杀了宋昭公，赵盾请求晋灵公出兵讨伐宋国，晋灵公认为这并不是晋国的当务之急。赵盾回答道，君臣之间的关系仅次于天地之间的关系，宋国人杀了自己的国君，是违反天地人伦的事情，一定要遭受天的惩罚。晋国作为盟主，而不执行天的惩罚，恐怕祸患就要到来了。晋灵公答应他的请求。赵盾便在太庙里发布号令，召集军吏并且告戒乐官，命令三军的钟鼓必须齐备。赵同问道：“国家有重大行动，不去镇定安抚人民却准备钟鼓，这是为什么？”赵盾回答说：“大罪讨伐它，小罪威吓它，偷袭、入侵这类事，是欺凌他人。所以讨伐要有钟鼓，以便声讨它的罪行。打仗要用錞于和丁宁两种乐器，是为了警告他的人民。偷袭和入侵要秘而不宣，是为了让对方暂时没有防备。现在宋国人杀了他们的国君，没有比这更大的罪过了。明白声讨，还怕他们听不到呢。我备齐钟鼓，是为了尊重君道的缘故啊。”于是赵盾派人到各处去通告诸侯，整顿军队，振饬军容，一路上鸣钟击鼓，攻打宋国。

## 邲之战
前597年，楚庄王率军围困郑国，晋军救郑，赵同担任下军大夫。到达黄河后，传来了郑国已与楚国讲和的消息，中军将荀林父打算回去，上军将士会支持他的意见，中军佐先縠执意出战，带领自己所属的军队渡过黄河，晋军不得不全军渡河。
晋军过河后，内部意见依然不一，先縠坚持一战，下军佐栾书据理力陈不可出战。赵括、赵同说：“领兵而来，就是为了寻找敌人，战胜敌人，得到属国，还在等待什么呢？一定要听从先縠的话。”下军大夫荀首认为赵同和赵括的主意是自取祸乱之道。
六月，晋军和楚军在邲作战，晋军大败。

## 献俘
前594年，晋景公派遣赵同到成周进献俘虏的狄人，赵同表现得不恭敬。刘康公预言赵同十年内一定会有大灾难，上天已经夺走了他的魂魄了。

## 逐弟
前586年，因为赵婴齐与侄媳赵庄姬私通，赵同、赵括将他放逐到齐国。赵婴齐说：“有我在，所以栾氏不敢作乱。我逃亡，两位兄长恐怕就有忧患了。人们各有所能，各有所不能，赦免我又有什么坏处？”赵同、赵括不听。

## 结盟
前586年，郑悼公与许灵公在楚国争讼，最终失败，郑卿皇戌和公子发被楚国抓去，郑悼公回国后就向晋国要求讲和。八月，郑悼公和赵同在垂棘结盟。

## 救郑
前585年，因为郑国的背叛，楚国令尹子重率兵讨伐，晋国的中军将栾书救援郑国，与楚军在绕角相遇。楚军退回国内，晋军就侵袭蔡国。楚国的公子申、公子成以申、息两地的军队救援蔡国，在桑隧抵御晋军。赵同和赵括想要出战，就向栾书请战，栾书打算答应，荀首、士燮、韩厥三人反对出战，栾书采纳了他们的意见，班师回军。

## 被杀
前583年，赵庄姬因为赵婴齐逃亡的缘故，向晋景公诬陷说：“赵同、赵括将要作乱。栾氏、郤氏可以作证。”六月，晋国讨伐赵氏，引发下宫之难，赵同，赵括被杀。

## 其他
据《史记·赵世家》的记载，赵同死于前597年屠岸贾发动的下宫之难。但《史记》的相关记载历代多被诘疑，现代杨秋梅《赵氏孤儿本事考》及郝良真、孙继民的《赵氏孤儿考辩》均认为《史记》记载纯属虚构。